# Hideaki Ikematsu
Hideaki Ikematsu (japanisch 池松 秀明 Ikematsu Hideaki; * 10. Januar 1986 in der Präfektur Osaka) ist ein ehemaliger japanischer Fußballspieler.

## Karriere
Ikematsu erlernte das Fußballspielen in der Schulmannschaft der Sakuyo High School. Seinen ersten Vertrag unterschrieb er 2004 bei den Kyoto Purple Sanga. Der Verein spielte in der zweithöchsten Liga des Landes, der J2 League. 2005 wurde er mit dem Verein Meister der J2 League und stieg in die J1 League auf. Für den Verein absolvierte er vier Ligaspiele. 2007 wechselte er zu Fagiano Okayama. Ende 2008 beendete er seine Karriere als Fußballspieler.